# Csernus Ákos-díj
A Csernus Ákos-díjat kétévente egy-egy jelentős regény írója kapja meg. A díjjal oklevél és 5000 dollárral járó jutalom jár. Kuratórium dönt a díj odaítéléséről, melynek tagjai: András Sándor, Földényi F. László és Konrád György.

## Díjazottak
- 2011 –
- 2009 – Garaczi László
- 2007 – Csaplár Vilmos
- 2005 – Kukorelly Endre: Tündérvölgy
- 2003 – Györe Balázs: Halottak apja